# Alyona Alyona
Aliona Olehivna Savranenko, född 14 juni 1991 i Kapitanivka i Kirovohrad oblast och känd under artistnamnet Alyona Alyona, är en ukrainsk sångerska och rappare. Tillsammans med Jerry Heil representerade hon Ukraina i Eurovision Song Contest 2024 med låten "Teresa & Maria". Bidraget slutade på tredje plats i finalen.